# Weißenberg (Thannhausen)
Der Weißenberg bei Thannhausen ist ein 485,4 m ü. NHN hoher, bewaldeter Bergrücken im mittelfränkischen Landkreis Weißenburg-Gunzenhausen. Der Berg war zusammen mit seinem Waldgebiet bis zur Gemeindegebietsreform in Bayern ein Gemeindefreies Gebiet.

## Geographie

### Lage
Der bewaldete Bergrücken liegt im Norden des Landkreises Weißenburg-Gunzenhausen südlich des unmittelbar angrenzenden Großen Brombachsees im Fränkischen Seenland, westlich von Ramsberg, östlich von Langlau, nördlich von Veitserlbach und nordöstlich von Thannhausen. Auf der Anhöhe liegt der Ort Regelsberg. Die Gemeindegrenze zwischen Pleinfeld und Pfofeld verläuft östlich des Berggipfels. Im Norden fällt der Berg in das Tal des Brombachs, der seit den 1990er Jahren im Rahmen des Brombachspeicher-Projekts vom Großen Brombachsee eingenommen wird. Im Norden liegt das Naturschutzgebiet Grafenmühle. Etwa zwei Kilometer südlich verlaufen die Europäische Hauptwasserscheide sowie der Limes, der dort auch Teufelsmauer genannt wird. Die westlichen Teile des Bergrückens gehören zum über 400 Hektar großen Areal der Lufthauptmunitionsanstalt Langlau.
Auf einem Ausläufer des Weißenbergs erhob sich der Rest einer unbekannten abgegangenen mittelalterlichen Höhenburg (siehe Burgstall Altes Schloss).

### Naturräumliche Zuordnung
Der Weißenberg gehört in der naturräumlichen Haupteinheitengruppe Fränkisches Keuper-Lias-Land (Nr. 11), in der Haupteinheit Mittelfränkisches Becken (113) und in der Untereinheit Südliche Mittelfränkische Platten (113.3) zum Naturraum des südlichen Vorlandes des Spalter Hügellandes (mit Brombachgrund) (113.33).